# 121019 Minodamato
121019 Minodamato è un asteroide della fascia principale. Scoperto nel 1999, presenta un'orbita caratterizzata da un semiasse maggiore pari a 2,3027386 UA e da un'eccentricità di 0,1380487, inclinata di 4,04866° rispetto all'eclittica.
L'asteroide, scoperto dagli italiani Mario Di Sora e Franco Mallia, è dedicato al giornalista italiano Mino Damato, in quanto presentatore del programma televisivo In viaggio tra le stelle (1973), pioniere della divulgazione scientifica televisiva di astronomia in Italia.